# Парламентские выборы в Албании (1992)
Парламентские выборы в Албании 1992 года прошли в два тура — 22 и 29 марта 1992 года, став вторыми многопартийными выборами в послевоенной истории страны. Результатом стала убедительная победа оппозиционной Демократической партии, получившей 92 из 140 мест. После выборов археолог Александер Мекси, один из основателей Демократической партии, стал премьер-министром, а Сали Бериша, лидер демократов, стал президентом.
Всего было избрано 140 депутатов, в том числе, 100 человек по одномандатным округам и 40 по партийным спискам. Среди избранных депутатов было 8 женщин (5,7 %).

## Предыстория
В условиях экономического кризиса и нарастающей социальной дестабилизации, которые сопутствовали переходу Албании от однопартийного коммунистического режима во главе с Партией труда (АПТ) к многопартийной представительной демократии, парламентские выборы 1991 года привели к политическому тупику, вызванному расколом албанского электората: в то время как городское население, составляющее меньшинство электората, активно голосовало за оппозиционные партии (в первую очередь, за новообразованную правоцентристскую Демократическую партию), сельское население, составляющее большинство электората, по-прежнему сохраняло верность правящей партии, что привело к победе коммунистов абсолютным большинством.
Правящая Албанская партия труда под руководством тогдашнего премьер-министра Фатоса Нано, представлявшего реформистское крыло партии, отказалась от коммунистической идеологии и сменила название на Социалистическую партию Албании, провозгласив курс на построение демократии и рыночной экономики. Страна, в свою очередь, также изменила своё официальное название: после исключения прилагательных Социалистическая и Народная, она официально стала Республикой Албания. Правительство Нано стремилось провести структурные реформы, которые должны были постепенно привести страну к капитализму, дав при этом экс-коммунистам возможность сохранить власть.
Оппозиция не охотно приняла результаты выборов и с самого начала призвала к серии протестов и забастовок против избранного правительства, получив поддержку от независимых профсоюзов, которые потребовали 50%-го повышение зарплат, профсоюзного контроля за условиями труда и предания суду виновных в шкодерском расстреле 2 апреля. В то время как оппозиция в парламенте бойкотировала голосования по проектам, предложенным коммунистическим правительством, массовые протесты и забастовки практически парализовали страну. В этих условиях Народное собрание уступило требованиям забастовщиков, приняв решение о формировании нового правительства и проведении досрочных выборов парламента, уменьшенного до 140 мест. 5 июня кабинет Фатоса Нано сменило правительство национального спасения во главе с Юли Буфи? тоже представителя реформаторского крыла. Новые выборы назначались на март следующего года. 10 декабря Буфи сменил во главе правительства беспартийный Вильсон Ахмети, считавшийся «техническим премьером» на период до проведения досрочных выборов.

## Предвыборная кампания
21 декабря дата голосования была назначена на 1 марта 1992 года. 11 февраля 1992 года албанский парламент принял решение о самороспуске, перенеся дату досрочных выборов на 22 марта. Предвыборная кампания проходила на фоне экономического коллапса и нарастания социальных волнений, что лишь усиливало соперничество правящей Социалистической партией и ведущей оппозиционной Демократической партией. В ходе кампании выдвигались лозунги прекращения экономического кризиса и восстановления порядка и безопасности в стране.
В борьбе за 140 мест приняли участие 500 кандидатов, представлявших 11 политических партий. Новый закон о выборах сделал невозможным участие в выборах этнических партий, в том числе Демократического союза греческого меньшинства (ОМОНИЯ), представители которого приняли участие в выборах по списку либерально-центристской Партии единства в защиту прав человека.

## Результаты
Право голоса имели 2 021 169 граждан Албании. Явка избирателей была высокой и составила около 90 % от числа имеющих право голоса. 29 марта состоялся второй тур выборов, в ходе которого были избраны депутаты в 11 округах, в которых первый тур не принёс однозначного результата.
| Партия                    | Партия                                 | Лидер                   | Голоса    | Голоса | Голоса   | Места | Места |  |
| Партия                    | Партия                                 | Лидер                   | Голоса    | %      | Δ (п.п.) | Места | Δ     |  |
| ------------------------- | -------------------------------------- | ----------------------- | --------- | ------ | -------- | ----- | ----- |  |
|                           | Демократическая партия                 | Сали Бериша             | 1 046 193 | 57,61  | ▲18,90   | 92    | ▲17   |  |
|                           | Социалистическая партия                | Фатос Нано              | 433,602   | 23,87  | ▼32,30   | 38    | ▼131  |  |
|                           | Социал-демократическая партия          | Скендер Гинуши          | 73 820    | 4,06   | новая    | 7     | новая |  |
|                           | Республиканская партия                 | Сабри Годо              | 52 477    | 2,89   | ▲1,41    | 1     | ▲1    |  |
|                           | Партия единства в защиту прав человека | Вангел Дуле             | 48 923    | 2,69   | ▲1,96    | 2     | ▼3    |  |
|                           | Другие партии                          |                         | 161 127   | 8,87   |          | 0     |       |  |
|                           |                                        |                         |           |        |          |       |       |  |
| Всего                     | Всего                                  | Всего                   | 1 816 142 | 100,00 | ▬        | 140   | ▼110  |  |
| Зарегистрировано / Явка   | Зарегистрировано / Явка                | Зарегистрировано / Явка | 2 021 169 | 89,86  | ▼8,74    |       |       |  |
|                           |                                        |                         |           |        |          |       |       |  |
| Источник: Nohlen & Stöver |                                        |                         |           |        |          |       |       |  |

## После выборов
После уверенной победы экс-коммунистов на выборах 1991 года победа демократической оппозиции годом позже стала неожиданностью для наблюдателей. Залогом успеха оказалось изменение политических предпочтений сельского населения, ранее считавшегося коммунистическим костяком, не принявшего переименования бывшей коммунистической партии и наиболее пострадавшего от экономического кризиса. Демократическая партия традиционно получила большинство голосов в северной и северо-восточной части страны. Получив почти 2/3 мест в парламенте демократы смогли сформировать однопартийное правительство.